# Worms 4: Mayhem
 (septembre 2018).
Si vous disposez d'ouvrages ou d'articles de référence ou si vous connaissez des sites web de qualité traitant du thème abordé ici, merci de compléter l'article en donnant les références utiles à sa vérifiabilité et en les liant à la section « Notes et références ».
Worms 4: Mayhem est un jeu vidéo d'artillerie développé par Team17 et appartenant à la série Worms. Il se joue en tour par tour et son univers est réalisé en 3 dimensions. Il est édité par Codemasters.

## Trame
Pour la première fois, Team 17 propose un vrai scénario. L'histoire est la suivante.
Votre équipe commence à apprendre à se battre à l'université du professeur Worminkle. Il vous propose après un stage pratique : voyager dans une machine à remonter le temps. Malheureusement, la machine s'emballe et vous vous retrouvez coincés dans différents univers comme le Moyen Âge, la Perse antique, le Far West ou encore la préhistoire. Comme dans tous les jeux de la série, vous allez devoir vous battre contre différents worms mais de différentes époques chacun déguisés en fonction de la zone (Chevalier, Homme des cavernes) et avec des scènes cinématiques qui complètent les phases de combat.

## Système de jeu
Worms 4 tente de concilier le fun et le gameplay des premiers Worms en deux dimensions (jusqu'à Worms World Party) et la réalisation en trois dimensions de Worms 3D et Worms Forts : État de siège. En effet, Worms 3D avait été critiqué pour ses bugs notamment pour la gestion de la caméra, et le côté trop stratégique de ses parties qui n'étaient pas aussi distrayantes que celles des premiers opus, tandis que Worms Forts : État de siège, s'il bénéficiait d'une réalisation plus acceptable, s'écartait du principe général des Worms et souffrait néanmoins de défauts rédhibitoires comme le manque de précision de certaines armes ou la durée trop importante des parties.
Pour ce faire, Team17 a tenté de corriger dans cet opus les bugs gênants, tout en ajoutant par rapport à Worms 3D de nouveaux éléments qui doivent rendre le côté fun au jeu .
Les améliorations graphiques concernent surtout les explosions dont l'effet a été revu à la hausse. Elles sont plus imposantes notamment grâce à l'utilisation de sprites 2D pour figurer les nuages de fumée.
Les options ont été enrichies. Worms 4 permet notamment de personnaliser l'apparence de ses vers, mais aussi de créer ses propres armes. Il inclut quelques nouveaux modes pour le Wormpot et suit la tendance générale de modification des règles du jeu . On note aussi la possibilité d'acheter les bonus grâce aux points obtenus en terminant les missions et en débloquant des trophées au lieu de les déverrouiller directement. L'éditeur de terrain des versions 3D est également plus apte à générer des terrains jouables, au contraire de Worms 3D où la plupart des terrains, constitués de petites mottes de terre au-dessus de l'eau, n'étaient pas vraiment jouables.
Le gameplay a été revu. La caméra a été améliorée, mais la stratégie a été également remise à jour avec de nouveaux éléments de terrain comme les téléporteurs, les caisses de poison et les caisses mystère.
Le jeu contient des environnements totalement destructibles.
Un nouveau système a aussi été créé pour débloquer des objets : quand le joueur réussi des missions et des défis, il gagne des pièces qu'il va pouvoir dépenser dans un magasin en achetant des cartes, des armes, des vêtements et autres gâteries qu'on s'attend trouver pour une boutique de vers.

## Voix
- Lani Minella : Queen of Sheba, Female Worms
- Marc Biagi : Cave Worms, Male Worms
- Chris Kent : Cow Worms, Male Worms
- Paul Tapper : Male Worms
- Grant Towell : Male Worms
- Bjorn Lynne : Male Worms